# Ida Reteno Assonouet
Ida Reteno Assonouet é uma política do Gabão que foi Ministra da Justiça do Gabão de 2011 a 2013.